# 洛姆-朗贝萨尔-阿蒂尔·诺特巴尔站
洛姆-朗贝萨尔-阿蒂尔·诺特巴尔站是法国北部城市里尔的一个地铁车站，位于里尔地铁2号线上，自1989年4月1日起开放。

## 位置
洛姆-朗贝萨尔-阿蒂尔·诺特巴尔站（50°38'26.56"N, 3°1'7.54"E）位于洛姆和朗贝萨尔两个街区交界处，其中洛姆在2000年以前为一个独立的市镇，后整体并入里尔的市镇范围。

## 设施
洛姆-朗贝萨尔-阿蒂尔·诺特巴尔站为一个地下车站，通过自动扶梯连接地面，设有自动售票机、电子显示器、屏蔽门等设施。

## 站台设置
| 东北↑ |      |                      |
|       | 侧式 |                      |
|       |      | 洛姆-圣菲利贝尔方向← |
|       |      | 德龙中心医院方向→    |
|       | 侧式 |                      |
| 西南↓ |      |                      |

## 配套交通

### 城市公共交通
| 洛姆-朗贝萨尔-阿蒂尔·诺特巴尔站附近的公共交通线路 |            |          |
| 公交车站名称                                      | 位置       | 停靠线路 |
| 拉瓦西耶                                          | 地铁站附近 | 10       |

### 社会车辆
洛姆-朗贝萨尔-阿蒂尔·诺特巴尔站附近设有社会车辆停车场。

## 临近车站
| 上一站                  | 里尔地铁 | 里尔地铁      | 里尔地铁 | 下一站               |
| ----------------------- | -------- | ------------- | -------- | -------------------- |
| 超级桥往洛姆-圣菲利贝尔 |          | 里尔地铁2号线 |          | 康特勒往德龙中心医院 |